# Jewgeni Prokopjewitsch Beljajew
Jewgeni Prokopjewitsch Beljajew (russisch Евге́ний Прокопьевич Беля́ев; * 20. März 1954 in Kirowsk, Oblast Murmansk; † 17. März 2003) war ein russischer Skilangläufer, der in den 1970er und frühen 1980er Jahren für die Sowjetunion startete.

## Werdegang
Beljajew trat international erstmals bei den Europa-Juniorenmeisterschaften 1973 in Kawgolowo in Erscheinung. Dort gewann er die Silbermedaille über 15 km und die Goldmedaille mit der Staffel. Im folgenden Jahr holte er bei den Europa-Juniorenmeisterschaften in Autrans ebenfalls die Goldmedaille mit der Staffel. Im Jahr 1975 siegte er bei den Svenska Skidspelen mit der Staffel und belegte zudem den dritten Platz über 30 km. Außerdem wurde er bei den Lahti Ski Games Dritter beim 15-km-Lauf und gewann bei der Winter-Universiade in Livigno Bronze über 15 km. Bei den Olympischen Winterspielen 1976 in Innsbruck gewann er die Bronzemedaille mit der Staffel und die Silbermedaille über 15 km. Zudem errang er dort den 38. Platz über 50 km. Im März 1976 belegte er bei den Lahti Ski Games den zweiten Platz über 15 km. Im folgenden Jahr triumphierte er erneut bei den Svenska Skidspelen und bei den Lahti Ski Games jeweils mit der Staffel. Bei den Nordischen Skiweltmeisterschaften 1978 in Lahti holte er jeweils die Silbermedaille über 15 km und 50 km. Zwei Jahre später gewann er bei den Olympischen Winterspielen in Lake Placid die Goldmedaille mit der Staffel. In den Einzelrennen kam er auf den 11. Platz über 30 km, auf den sechsten Rang über 50 km und auf den fünften Platz über 15 km. Im März 1981 wurde er bei den Lahti Ski Games Dritter im 15-km-Lauf. Bei den sowjetischen Meisterschaften siegte Beljajew zweimal über 50 km (1978, 1981) und einmal mit der Staffel (1983).